# Ferdinand Ignaz Herbst
Ferdinand Ignaz Herbst, bis Dezember 1832 Ferdinand Herbst, (* 20. Dezember 1798 in Meuselwitz; † 11. Mai 1863 in München) war ein deutscher römisch-katholischer Theologe und Geistlicher.

## Leben
Als Sohn eines Zeugfabrikanten geboren, besuchte Herbst zunächst ab 1813 das Altenburger Gymnasium. Dort traf er auf Karl Hase, mit dem er zunächst seinen weiteren Ausbildungsweg teilen sollte. Nach Abschluss des Gymnasiums 1818 folgte ein Studium der Philologie, Theologie und Philosophie an den Universitäten von Jena, Leipzig und Erlangen. Diese Studienzeit war sehr von der mit Hase geteilten Begeisterung für die Burschenschaft und dem Engagement in diesen Kreisen geprägt. Er wurde 1818 Mitglied der Alten Leipziger Burschenschaft und 1818/19 Mitglied der Urburschenschaft in Jena. 1821 wurden Hase und Herbst, nach vorausgegangener Verhaftung, von der Universität Leipzig ausgeschlossen. Sie wandten sich nach Erlangen. Dort verfasste Herbst seine Verteidigungsschrift Ideale und Irrthümer des academischen Lebens in unserer Zeit, oder der offene Bund für das Höchste im Menschenleben.
Herbst wurde nach Abschluss des Studiums zunächst 1824 Hofmeister in Augsburg, jedoch kurz darauf wegen seiner Mitgliedschaft im Jünglingsbund verhaftet und nach Sachsen-Altenburg ausgeliefert. Als Staatsgefangener verbrachte er ein Jahr Haftzeit im Zuchthaus der Leuchtenburg. Nach seiner Freilassung im August 1825 begann er seine schriftstellerische Tätigkeit auszuweiten und schrieb unter anderem den Roman Die Jugendfreunde und begann die Arbeit an der Reihe Bibliothek christlicher Denker. Zudem ging er an die Universität München um weiter bei Friedrich Wilhelm Joseph Schelling zu studieren, den er bereits in Erlangen kennengelernt hatte.
Herbst konvertierte am 2. Dezember 1832 zum katholischen Glauben und trat in das Priesterseminar Freising ein. Im August 1834 empfing er die Priesterweihe. Zunächst wurde er Professor der Philosophie am örtlichen Lyzeum, entschied sich dann aber in der Seelsorge tätig sein zu wollen. Seine schriftstellerische Tätigkeit behielt er jedoch bei.
Herbst wurde 1837 Hilfsgeistlicher bei St Johann in München, anschließend Kaplan an der Münchener Dreifaltigkeitskirche und 1838 Chorvikar bei St. Kajetan. Außerdem war er ab 1840 Schulrat für Oberbayern. 1842 wurde er Pfarrer in Giesing, 1848 schließlich Pfarrer der Mariahilfkirche in München-Au.

## Publikationen (Auswahl)
- Ideale und Irrthümer des academischen Lebens in unserer Zeit, oder der offene Bund für das Höchste im Menschenleben: zunaechst fuer die teutsche studierende Jugend, Metzler, Stuttgart 1823.
- Reihe Bibliothek christlicher Denker
  - Band 1: Johann Georg Hammann, Friedrich Heinrich Jacobi, Leipzig 1830.
  - Band 2: Johann Kaspar Lavater nach seinem Leben, Lehren und Wirken, Dollfuß, Ansbach 1832.
- Das Priesterthum. 1. Bändchen: Gespräche über die christliche Liebe, Krüll, Landshut 1834.
- Katholisches Exempelbuch oder die Lehre der Kirche in Beispielen aus der Geschichte des Reiches Gottes auf Erden und seines Gegensatzes in der Welt- und Menschengeschichte, 2 Bände, Manz, Regensburg 1839.
- Aus dem Leben eines Priesters, Kollmann, Augsburg 1842.
- Geistliche Schriften, 2 Bände, 1843–1844.
- Robinson der Jüngere, 2. Auflage, Rieger, Augsburg 1861.